# 19. Turniej Czterech Skoczni
19. Turniej Czterech Skoczni rozgrywany był od 30 grudnia 1970 do 6 stycznia 1971.
Turniej wygrał  Jiří Raška, nie odnosząc żadnego zwycięstwa w konkursach.

## Oberstdorf
Data: 30 grudnia 1970

Państwo:  RFN

Skocznia: Schattenbergschanze

### Wyniki konkursu
| Poz. | Imię i nazwisko   | Narodowość     | Punkty |
| ---- | ----------------- | -------------- | ------ |
| 1.   | Ingolf Mork       | Norwegia       | 235,8  |
| 2.   | Horst Queck       | NRD            | 234,1  |
| 3.   | Tadeusz Pawlusiak | Polska         | 233,7  |
| 4.   | Zbyněk Hubač      | Czechosłowacja | 232,5  |
| 5.   | Jiří Raška        | Czechosłowacja | 227,5  |
| 6.   | Rudolf Höhnl      | Czechosłowacja | 221,6  |
| 7.   | Horst Queck       | NRD            | 221,2  |
| 8.   | Bernd Eckstein    | NRD            | 221,1  |
| 9.   | Tauno Käyhkö      | Finlandia      | 220,5  |
| 10.  | Józef Przybyła    | Polska         | 220,0  |

## Garmisch-Partenkirchen
Data: 1 stycznia 1971

Państwo:  RFN

Skocznia: Große Olympiaschanze

### Wyniki konkursu
| Poz. | Imię i nazwisko        | Narodowość     | Punkty |
| ---- | ---------------------- | -------------- | ------ |
| 1.   | Ingolf Mork            | Norwegia       | 240,2  |
| 2.   | Jiří Raška             | Czechosłowacja | 237,7  |
| 3.   | Tauno Käyhkö           | Finlandia      | 229,6  |
| 4.   | Jon Inge Bjørnebye     | Norwegia       | 225,2  |
| 5.   | Zbyněk Hubač           | Czechosłowacja | 220,3  |
| 6.   | Didrik Müller Ellefsen | Norwegia       | 219,7  |
| 7.   | Bernd Eckstein         | NRD            | 218,4  |
| 8.   | Frithjof Prydz         | Norwegia       | 216,0  |
| 9.   | Odd Grette             | Norwegia       | 215,8  |
| 10.  | Bohuslav Novák         | Czechosłowacja | 215,5  |

## Innsbruck
Data: 3 stycznia 1971

Państwo:  Austria

Skocznia: Bergisel

### Wyniki konkursu
| Poz. | Imię i nazwisko    | Narodowość     | Punkty |
| ---- | ------------------ | -------------- | ------ |
| 1.   | Zbyněk Hubač       | Czechosłowacja | 246,0  |
| 2.   | Jiří Raška         | Czechosłowacja | 243,9  |
| 3.   | Rudolf Höhnl       | Czechosłowacja | 240,2  |
| 4.   | Bent Tomtum        | Norwegia       | 237,0  |
| 5.   | Josef Kraus        | Czechosłowacja | 235,9  |
| 6.   | Walter Steiner     | Szwajcaria     | 235,4  |
| 7.   | Tauno Käyhkö       | Finlandia      | 234,1  |
| 8.   | Jon Inge Bjørnebye | Norwegia       | 233,8  |
| 9.   | Bohumil Doležal    | Czechosłowacja | 230,9  |
| 10.  | Hans Schmid        | Szwajcaria     | 228,4  |

## Bischofshofen
Data: 6 stycznia 1971

Państwo:  Austria

Skocznia: Paul-Ausserleitner-Schanze

### Wyniki konkursu
| Poz. | Imię i nazwisko        | Narodowość     | Punkty |
| ---- | ---------------------- | -------------- | ------ |
| 1.   | Ingolf Mork            | Norwegia       | 241,2  |
| 2.   | Jiří Raška             | Czechosłowacja | 238,9  |
| 3.   | Zbyněk Hubač           | Czechosłowacja | 226,5  |
| 4.   | Tauno Käyhkö           | Finlandia      | 225,5  |
| 5.   | Tadeusz Pawlusiak      | Polska         | 224,8  |
| 6.   | Walter Steiner         | Szwajcaria     | 223,3  |
| 7.   | Frithjof Prydz         | Norwegia       | 220,8  |
| 8.   | Josef Kraus            | Czechosłowacja | 220,7  |
| 9.   | Bohumil Doležal        | Czechosłowacja | 220,6  |
| 10.  | Didrik Müller Ellefsen | Norwegia       | 219,8  |
| 10.  | Rudolf Höhnl           | Czechosłowacja | 219,8  |

## Klasyfikacja generalna
| Poz. | Skoczek            | Kraj           | Punkty |
| ---- | ------------------ | -------------- | ------ |
| 1.   | Jiří Raška         | Czechosłowacja | 948,0  |
| 2.   | Ingolf Mork        | Norwegia       | 940,9  |
| 3.   | Zbyněk Hubač       | Czechosłowacja | 925,4  |
| 4.   | Tauno Käyhkö       | Finlandia      | 909,7  |
| 5.   | Rudolf Höhnl       | Czechosłowacja | 893,7  |
| 6.   | Jon Inge Bjørnebye | Norwegia       | 890,9  |
| 7.   | Tadeusz Pawlusiak  | Polska         | 886,7  |
| 8.   | Frithjof Prydz     | Norwegia       | 877,5  |
| 9.   | Walter Steiner     | Szwajcaria     | 876,9  |
| 10.  | Bernd Eckstein     | NRD            | 869,0  |